# Luminoth
«Luminoth» — рок-гурт з міста Ноксвілл, штат Теннессі (США).

## Історія
Гурт був заснований 2005 року давніми друзями Адамом Генрі (вокал), Джейсоном Генрі (гітара), Джоном Спрінгером (бас) та Полом Мак-Гі (барабани).
2009 року побачила світ їхня перша платівка «Luminoth», що містила 7 пісень. Праця по словах хлопців була, як «шматки головоломки, які вони зібрали докупи».
Гурт знов узявся до роботи та 25 вересня 2010 року вийшла друга платівка з назвою «Cabal». На цьому записі сформувався власний музичний стиль гурту.
До 2013 року гурт брав участь у різних фестивалях, грав на одній сцені з такими виконавцями, як Sevendust, 10 Years, Halestorm, In This Moment, Art of Dying, Hell or Highwater, Black Tide, Drowning Pool.
2014 року хлопці вирушили знов до студії. Продюсером альбому виступив барабанщик та гітарист гурту 10 Years — Браян Водін.
Виходу платівки передував реліз синглу — «Innocence», що був представлений 30 квітня.
5 травня було оголошено, що до гурту приєднався — ритм-гітарист Чед Греннор, який є учасником іншої банди з Ноксвілля — Annandale.
Третя платівка хлопців отримала назву «Other Worlds and Allegories» і вийшла у продаж 1 липня 2014 року.
2015 року колектив разом з гуртом OTHERWISE та The Glorious Sons вирушив в тур «From Birth to Burial Tour», хедлайнерами якого були 10 Years.
В березні 2015 через травму Пол був змушений припинити виступи. На час його відсутності місце за барабанами зайняв Дейв Раш, друг Чеда
Гренора, що разом з ним грає в колективі Annandale.
На початку січня 2017 року гурт оголосив про закінчення діяльності. Про це було повідомлено на сторінці Facebook

## Склад
- Adam Henry (Вокал/Ритм-гітара) — 2005—2017
- Jason Henry (Соло-гітара) — 2005—2017
- John Springer (Бас гітара) — 2005—2017
- Paul McGee (Барабани) — 2005—2017
- Chad Grennor (Ритм-гітара/Вокал) — 2014—2017 (Також є учасником гурту Annandale)

Концертні учасники
- Dave Rush (Барабани) — березень-квітень 2015 року (Учасник гурту Annandale)

## Дискографія
- Luminoth (2009)
- Cabal (25 вересня 2010)
- Other Worlds and Allegories (01 липня 2014)